# Camphorosmeae
Camphorosmeae, tribus štirovki smješten nekad u vlastitu potporodicu Camphorosmoideae, danas u potporodici Chenopodioideae. Najvažniji rod je kafranka (Camphorosma) po kojem su imenovani i tribus i potporodica, a pripada mu pet vrsta trajnica iz Euroazije i sjeverne Afrike. 
U Hrvatskoj rastu dvije vrste kafranki, to su primorska (C. monspeliaca) i jednogodišnja kafranka (C. annua), a od drugih rodova pješčana, polegnuta i metlasta metlica iz roda bazija (Bassia).

## Rodovi
Tribus sadrži 21 rod:
1. Eokochia Freitag & G. Kadereit (1 sp.)
2. Spirobassia Freitag & G. Kadereit (1 sp.)
3. Chenolea Thunb. (2 spp.)
4. Neokochia (Ulbr.) G. L. Chu & S. C. Sand. (2 spp.)
5. Sclerolaena R. Br. (63 spp.)
6. Maireana Moq. (59 spp.)
7. Eremophea Paul G. Wilson (2 spp.)
8. Enchylaena R. Br. (2 spp.)
9. Didymanthus Endl. (1 sp.)
10. Neobassia A. J. Scott (2 spp.)
11. Malacocera R. H. Anderson (4 spp.)
12. Dissocarpus F. Muell. (4 spp.)
13. Osteocarpum F. Muell. (5 spp.)
14. Threlkeldia R. Br. (2 spp.)
15. Stelligera A. J. Scott (1 sp.)
16. Roycea C. A. Gardner (3 spp.)
17. Sclerochlamys F. Muell. (1 sp.)
18. Grubovia Freitag & G. Kadereit (5 spp.)
19. Camphorosma L. (3 spp.)
20. Sedobassia Freitag & G. Kadereit (1 sp.)
21. Bassia All. (20 spp.)